# Adele Comandini
Adele Comandini (New York, 29 aprile 1898 – Los Angeles, 22 luglio 1987) è stata una sceneggiatrice statunitense.

## Biografia
Figlia di immigrati italiani, Adele Comandini nacque a New York. Iniziò a lavorare a Hollywood nel 1926, quando si occupò di scrivere la sceneggiatura del film Subway Sadie, adattamento di un racconto scritto da Mildred Cram che era stato pubblicato l'anno precedente sulle pagine della rivista The Red Book Magazine. Nel corso della sua carriera, fu sceneggiatrice di numerosi film tra cui si ricordano Al di là del domani, Sangue nel sogno e Il sergente e la signora.
In occasione dei Premi Oscar 1937, ottenne una candidatura al miglior soggetto per il suo lavoro in Tre ragazze in gamba.
Adele Comandini morì a Los Angeles all'età di ottantanove anni.

## Filmografia

### Sceneggiatrice
- Subway Sadie, regia di Alfred Santell (1926)
- Sogni dorati (The Joy Girl), regia di Allan Dwan (1927)
- La reginetta delle canzoni (The Girl from Woolworth's), regia di William Beaudine (1929)
- The Love Racket, regia di William A. Seiter (1929)
- Vertigine del lusso (Playing Around), regia di Mervyn LeRoy (1930)
- Hell Bound, regia di Walter Lang (1931)
- La suora bianca (The White Sister), regia di Victor Fleming (1933)
- Carioca (Flying Down to Rio), regia di Thornton Freeland (1933)
- Jane Eyre - L'angelo dell'amore (Jane Eyre), regia di Christy Cabanne (1934)
- La casa senza amore (A Girl of the Limberlost), regia di Christy Cabanne (1934)
- Confini selvaggi (The Country Beyond), regia di Eugene Forde (1936)
- Tre ragazze in gamba (Three Smart Girls), regia di Henry Koster (1936)
- The Road to Reno, regia di Sylvan Simon (1938)
- Al di là del domani (Beyond Tomorrow), regia di A. Edward Sutherland (1940)
- Her First Romance, regia di Edward Dmytryk (1940)
- Sempre nel mio cuore (Always in My Heart), regia di Jo Graham (1942)
- Good Luck, Mr. Yates, regia di Ray Enright (1943)
- Night Club Girl, regia di Edward F. Cline (1945)
- Sangue nel sogno (Strange Illusion), regia di Edgar G. Ulmer (1945)
- Il sergente e la signora (Christmas in Connecticut), regia di Peter Godfrey (1945)
- Delitti senza sangue (Danger Signal), regia di Robert Florey (1945)
- La donna senza amore (The Mating of Millie), regia di Henry Levin (1948)
- L'avventuriera di Bahamas (Flame of the Islands), regia di Edward Ludwig (1956)
- Eroe per famiglie (Christmas in Connecticut). regia di Arnold Schwarzenegger - ripresa della sua sceneggiatura del 1945 (1992)